# WILL (米倉千尋の曲)
「WILL」（ウィル）は、米倉千尋の10枚目のシングルである。

## 収録曲
1. WILL
  - 作詞：米倉千尋・鵜島仁文、作曲：鵜島仁文、編曲：岩本正樹
  - テレビアニメ「仙界伝 封神演義」オープニング主題歌。
  - 4thアルバム『Colours』とベストアルバム『Little Voice』『BEST OF CHIHIROX』にも収録されている。
  - 14thシングル「陽のあたる場所」には、アコースティックバージョンが収録されている。
2. FRIENDS
  - 作詞・作曲：米倉千尋、編曲：見良津健雄
  - テレビアニメ「仙界伝 封神演義」エンディング主題歌。
  - 『Colours』には、「アルバムバージョン」として収録されている。
  - ベストアルバム『BEST OF CHIHIROX』には、オリジナルバージョンとして収録されている。
3. WILL（off vocal version）
4. FRIENDS（off vocal version）

## カバー
WILL
- 後手キルカ（東城日沙子） - 2017年5月26日発売の『灼熱の卓球娘 BD・DVD第6巻初回生産限定版特典CD』に収録。